# Gian Rettenmund
Gian Rettenmund est un défenseur international suisse de rink hockey. 

## Palmarès
En 2016, il participe au championnat d'Europe.